# Brahmina plagiatula
Brahmina plagiatula är en skalbaggsart som beskrevs av Brenske 1896. Brahmina plagiatula ingår i släktet Brahmina och familjen Melolonthidae. Inga underarter finns listade.